# Catedrala Sfânta Treime din Baia Mare
Catedrala Sfânta Treime din Baia Mare este un lăcaș de cult aflat în construcție, catedrală a Episcopiei Maramureșului și Sătmarului, cu sediul în Baia Mare, amplasat la intersecția bulevardelor Unirii cu Republicii. Este a doua catedrală ca mărime din România după Catedrala Mântuirii Neamului din București. Piatra de temelie a fost pusă la data de 20 iulie 1990 de către IPS Iustinian Chira, Episcopul Ortodox Român al Maramureșului și Sătmarului. Lucrările au fost încredințate parohiei Sfânta Treime, dar au evoluat foarte anevoios. Astfel că, în anul 1999 șantierul a fost preluat de către episcopie cu purtarea de grijă a PS Iustin Sigheteanul și numirea arhidiaconului Nifon Motogna ca administrator al catedralei. Între anii 2000-2003 s-au executat lucrări de la cota -11m până la cota zero. Pe 9 septembrie 2003 a fost târnosit altarul de la demisol de către Patriarhul Teoctist al României și Patriarhul Petros al VII-lea al Alexandriei, la care au participat credincioși din întreaga țară (aprox 50 de mii). În mai 2005 s-au reluat lucrările de la cota zero, astfel că la data de 11 august 2016 a fost înălțată și fixată crucea pe cupola centrală, dând cota finală +85m.